# Sammalistonsaaret
Sammalistonsaaret är en ö i Finland. Den ligger i sjön Enonvesi och i kommunen Nyslott i  landskapet Södra Savolax, i den sydöstra delen av landet, 300 km nordost om huvudstaden Helsingfors. Öns area är 1,6 hektar och dess största längd är 200 meter i sydöst-nordvästlig riktning.  Notera att namnet antyder att det är fråga om flera öar.